# Bindemittelstreuer

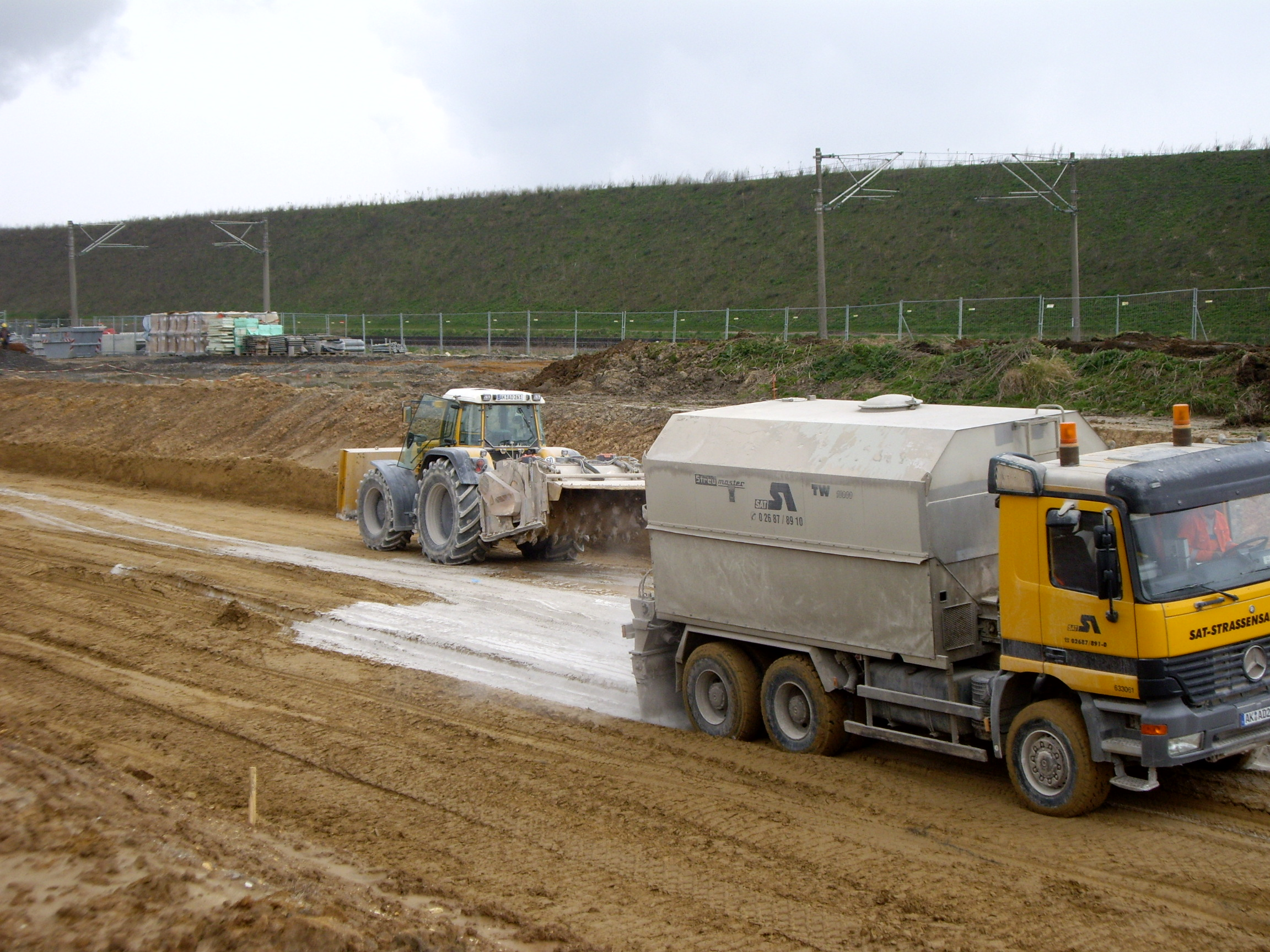
Bindemittelstreuer im Einsatz auf der Baustelle. Im Hintergrund steht eine Bodenfräse zum Einmischen des aufgestreuten Bindemittels bereit.

Bindemittelstreuer sind Baumaschinen, die staubförmige Bindemittel wie beispielsweise Kalk oder Zement gleichmäßig und präzise gesteuert auf Böden verteilen. Damit können im Erdbau und Verkehrswegebau Bodenverbesserungen und Bodenverfestigungen durchgeführt werden.
Bindemittelstreuer werden in der BGL/EUROLISTE unter der Schlüsselnummer E.8.1 – Streugeräte für staubförmige Bindemittel aufgeführt. Kenngröße ist der Siloinhalt in Kubikmeter.

## Zweck
Um die Einbaufähigkeit und Verdichtbarkeit von Böden zu verbessern (Bodenverbesserung) oder ihre Festigkeitseigenschaften und Frostbeständigkeit zu erhöhen (Bodenverfestigung), werden Bindemittel vor Ort – im sogenannten Baumischverfahren – in den Boden eingemischt. Bevor dies geschieht, wird die erforderliche Menge des Bindemittels gleichmäßig und präzise dosiert auf den Boden aufgebracht.
Der Einsatz von Bindemittelstreuern stößt jedoch mitunter an Grenzen. So können sie auf besonders weichen Böden kaum fahren, weil das Fahrzeug bzw. das Gespann einsinkt oder steckenbleibt. Darüber hinaus besteht die Gefahr, dass das aufgestreute Bindemittel verweht wird und dadurch sowohl umliegende Fahrzeuge und Gebäude beschädigt als auch die Sicht des vorbeifahrenden Verkehrs beeinträchtigt. Um diese Probleme zu vermeiden, kann der Bindemittelstreuer auch direkt in den Bodenstabilisierer integriert werden und damit ein praktisch staubfreies Arbeiten ermöglichen.

## Ausführungen

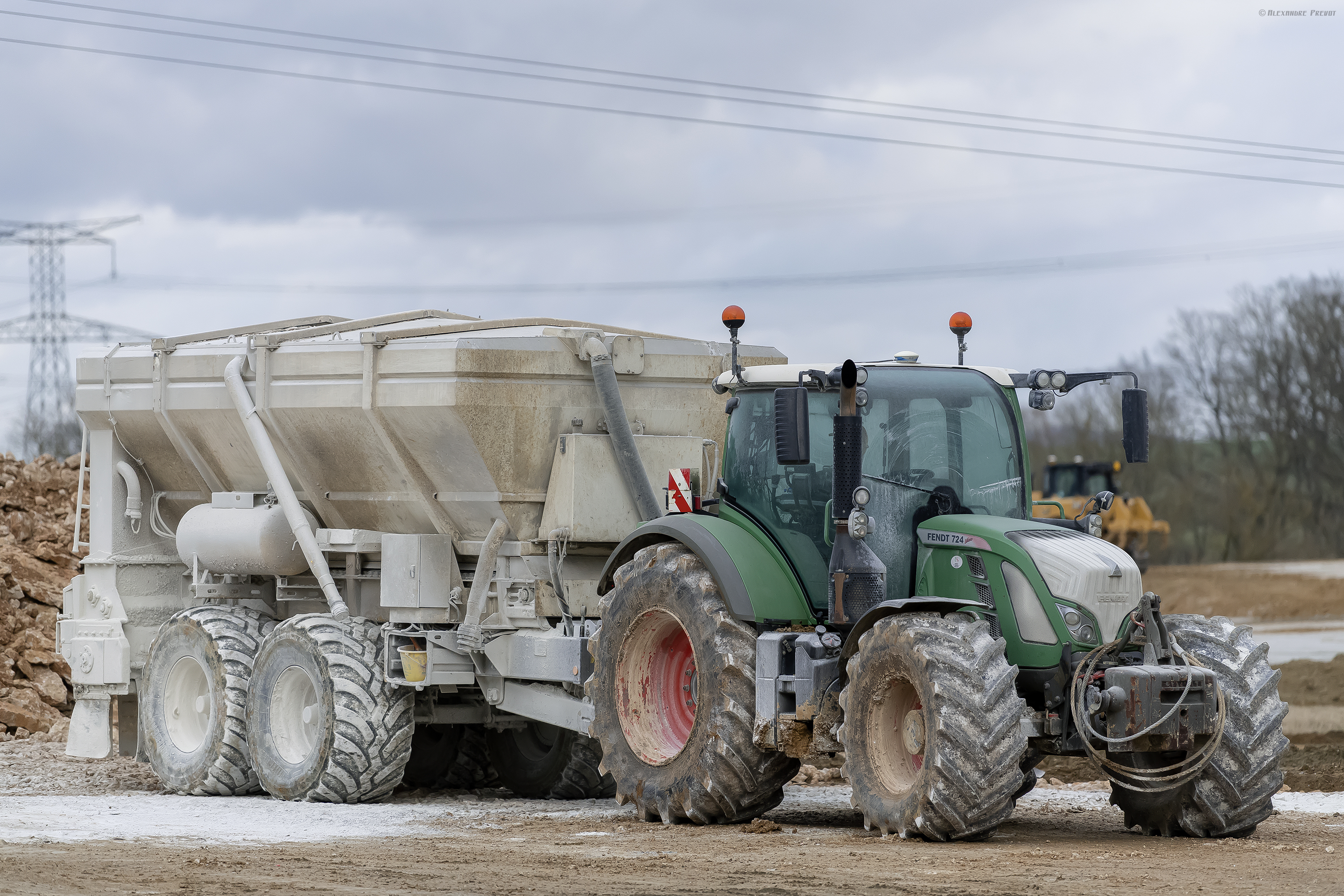
Von einem Traktor gezogener Bindemittelstreuer

Bindemittelstreuer werden je nach Einsatzbereich in verschiedenen Ausführungen angeboten. So gibt es zunächst selbstfahrende Varianten auf einem Lkw-Fahrgestell (allradgetrieben, 2- bis 4-achsig), die vor allem bei großen Baustellen eingesetzt werden, wo eine hohe Streuleistung benötigt wird. Sie verfügen über einen Streugutbehälter mit einem Volumen von bis zu 22 m³ und ermöglichen eine Streubreite von bis zu 3 Metern. Die Steuerung erfolgt direkt aus der Fahrerkabine und die Befüllung des Streugutbehälters kann pneumatisch über ein Silofahrzeug oder ein Standsilo vorgenommen werden. Eine weitere Ausführung sind Einachs- oder Tandemachs-Anhänger, die von einem Traktor gezogen und gesteuert werden. Mit einem Behälterinhalt von bis zu 18 m³ und einer Streubreite bis zu 2,50 Metern eignen sie sich für mittlere und größere Baustellen. Auch bei ihnen ist die pneumatische Befüllung über Silofahrzeug oder Standsilo möglich.
Für kleinere oder beengte Baustellen stehen hingegen Bindemittelstreuer zur Verfügung, die sowohl an der Front als auch am Heck eines Traktors montiert werden können und einen Siloinhalt von bis zu 5 m³ haben. Die Streubreite liegt hierbei bei etwa 2,40 Metern, und das Bindemittel lässt sich in den Behälter wahlweise von oben einfüllen oder pneumatisch einblasen. Die kleinste Variante bilden Anbaustreuer für Hydraulikbagger, die nur rund 1,5 m³ fassen und daher lediglich für sehr kleine Flächen geeignet sind. Auch deren Behälter können mit Bindemittel von oben befüllt oder pneumatisch beschickt werden.

## Funktionsweise
Bindemittelstreuer verfügen über einen Behälter, in dem das Bindemittel gelagert wird. Von dort wird das Bindemittel je nach Modell entweder über ein Förderband oder mithilfe der Schwerkraft in das Streuwerk befördert. Innerhalb des Streuwerks übernimmt ein Zellenrad (eine Walze mit Einzelkammern) die präzise Dosierung des Bindemittels. Für eine gleichmäßige Querverteilung kann zusätzlich eine Förderschnecke integriert sein.